# Por Amor o Por Dinero
Por Amor o Por Dinero es un programa de televisión estadounidense producido por Acun Medya. La versión de la franquicia del programa de citas Love Island. Se estrenó el 17 de noviembre de 2021 en Telemundo.

## Formato
Por Amor o Por Dinero es otra versión del formato de citas británico Love Island. Presenta a 16 personas solteras provenientes de Estados Unidos y Latinoamérica, que tendrán que vivir aislados en un paraíso tropical en República Dominicana para enfrentarse a todo tipo de retos en parejas, deberán juntarse por estrategia o por amor para salir triunfantes. El gran premio, un total de $200.000 dólares en efectivo para la pareja ganadora, $100.000 para cada uno.

## Por Amor o por Dinero (2021)
- 17 de noviembre de 2021 - 10 de enero de 2022

La primera edición de Por Amor o Por Dinero fue anunciada por primera vez el 20 de octubre de 2021.

### Participantes
El 3 de noviembre de 2021 se confirmó la lista de participantes.
| Nombre | Nombre                | Edad | Residencia    | Estadía | Estadía |               |               |
| Nombre | Nombre                | Edad | Residencia    | Ingreso | Salida  | Resultado     | Ref.          |
| ------ | --------------------- | ---- | ------------- | ------- | ------- | ------------- | ------------- |
|        | José Luis Verdugo     | 37   | Chicago       | Día 1   | Día 54  | Ganador       | [ 5 ] [ 6 ]   |
|        | Oana Chelaru          | 27   | Ecuador       | Día 13  | Día 54  | Ganadora      | [ 7 ] [ 6 ]   |
|        | Jennifher Danielle    | 29   | El Bronx      | Día 1   | Día 54  | Segundo Lugar | [ 8 ] [ 9 ]   |
|        | Lewis Mendoza         | 28   | Massachusetts | Día 1   | Día 54  | Segundo Lugar | [ 10 ] [ 9 ]  |
|        | Nobiraida Infante     | 31   | Miami         | Día 1   | Día 54  | Tercer Lugar  | [ 11 ] [ 12 ] |
|        | Sahit Sosa            | 31   | Guadalajara   | Día 20  | Día 54  | Tercer Lugar  | [ 13 ] [ 12 ] |
|        | Dina Muñoz            | 31   | Nueva York    | Día 1   | Día 54  | Cuarto Lugar  | [ 14 ] [ 15 ] |
|        | Rubén Diaz            | 30   | Miami         | Día 1   | Día 54  | Cuarto Lugar  | [ 16 ] [ 15 ] |
|        | Anthony Cruz          | 31   | Los Ángeles   | Día 1   | Día 52  | 9° Eliminados | [ 17 ] [ 18 ] |
|        | Maricielo Gamarra     | 26   | Los Ángeles   | Día 1   | Día 52  | 9° Eliminados | [ 19 ] [ 18 ] |
|        | Alessandra Goñi Bucio | 24   | Los Ángeles   | Día 28  | Día 48  | 8° Eliminada  | [ 20 ]        |
|        | Clovis Nienow         | 28   | Los Ángeles   | Día 1   | Día 44  | 7° Eliminado  | [ 21 ] [ 22 ] |
|        | Edgar Delgado         | 34   | Los Ángeles   | Día 13  | Día 41  | 6° Eliminado  | [ 23 ] [ 24 ] |
|        | Glenda Chapa          | 25   | McCallen      | Día 1   | Día 37  | 5° Eliminada  | [ 25 ] [ 26 ] |
|        | Lisandra Delgado      | 32   | Miami         | Día 1   | Día 34  | 4° Eliminada  | [ 27 ] [ 28 ] |
|        | Asaf Torres           | 24   | Vega Baja     | Día 1   | Día 31  | Abandona      | [ 29 ] [ 30 ] |
|        | Karla Mariana         | 33   | Los Ángeles   | Día 1   | Día 24  | 3° Eliminada  | [ 31 ]        |
|        | Silverio Rocchi       | 33   | Los Ángeles   | Día 1   | Día 17  | 2° Eliminado  | [ 32 ] [ 33 ] |
|        | Diego Val             | 34   | Miami         | Día 1   | Día 13  | Abandona      | [ 34 ] [ 35 ] |
|        | Música Pereyra        | 35   | Orlando       | Día 1   | Día 10  | 1° Eliminada  | [ 36 ] [ 37 ] |

     El paticipante se encuentra actualmente en competencia.
     El paticipante fue eliminado.
     El paticipante abandonó la competencia.
     El paticipante fue descalificado de la competencia.

### Emparejamiento
Las parejas fueron elegidas poco después de que los solteros entraran al oasis. Competían en parejas para ganar el premio final. Sin embargo, a lo largo del programa, las parejas cambiaron. Al final de cada semana, los participantes votan a uno de sus compañeros (dependiendo del género a elegir) para ser eliminado.
| Participantes | Día 1                 | Día 6                 | Día 13                | Día 20                | Día 28             | Día 34             | Día 42             | Día 48             | Final                  |
| ------------- | --------------------- | --------------------- | --------------------- | --------------------- | ------------------ | ------------------ | ------------------ | ------------------ | ---------------------- |
| Notas         | N/A                   | N/A                   | [ 38 ]                | N/A                   | [ 39 ]             | [ 40 ]             | N/A                | [ 41 ]             |                        |
|               |                       |                       |                       |                       |                    |                    |                    |                    |                        |
| José Luis     | Lisandra              | Dina                  | Dina                  | Dina                  | Dina               | Dina               | Dina               | Oana               | Ganador (Día 54)       |
| Oana          | No estaba en el Oasis | No estaba en el Oasis | Anthony               | Edgar                 | Anthony            | Anthony            | Anthony            | José Luis          | Ganadora (Día 54)      |
| Jennifher     | Lewis                 | Lewis                 | Lewis                 | Clovis                | Clovis             | Lewis              | Lewis              | Lewis              | Segundo Lugar (Día 54) |
| Lewis         | Jennifher             | Jennifher             | Jennifher             | Karla                 | Maricielo          | Jennifher          | Jennifher          | Jennifher          | Segundo Lugar (Día 54) |
| Nobiraida     | Silverio              | Rubén                 | Edgar                 | Sahit                 | Sahit              | Sahit              | Sahit              | Sahit              | Tercer Lugar (Día 54)  |
| Sahit         | No estaba en el Oasis | No estaba en el Oasis | No estaba en el Oasis | Nobiraida             | Nobiraida          | Nobiraida          | Nobiraida          | Nobiraida          | Tercer Lugar (Día 54)  |
| Dina          | Rubén                 | José Luis             | José Luis             | José Luis             | José Luis          | José Luis          | José Luis          | Rubén              | Cuarto Lugar (Día 54)  |
| Rubén         | Dina                  | Nobiraida             | Glenda                | Glenda                | Glenda             | Glenda             | Alessandra         | Dina               | Cuarto Lugar (Día 54)  |
| Anthony       | Maricielo             | Glenda                | Oana                  | Maricielo             | Oana               | Oana               | Oana               | Maricielo          | Eliminado (Día 52)     |
| Maricielo     | Anthony               | Clovis                | Clovis                | Anthony               | Lewis              | Clovis             | Clovis             | Anthony            | Eliminado (Día 52)     |
| Alessandra    | No estaba en el Oasis | No estaba en el Oasis | No estaba en el Oasis | No estaba en el Oasis | Edgar              | Edgar              | Rubén              | N/A                | Eliminada (Día 48)     |
| Clovis        | Glenda                | Maricielo             | Maricielo             | Jennifher             | Jennifher          | Maricielo          | Maricielo          | Eliminado (Día 44) | Eliminado (Día 44)     |
| Edgar         | No estaba en el Oasis | No estaba en el Oasis | Nobiraida             | Oana                  | Alessandra         | Alessandra         | Eliminado (Día 41) | Eliminado (Día 41) | Eliminado (Día 41)     |
| Glenda        | Clovis                | Anthony               | Rubén                 | Rubén                 | Rubén              | Rubén              | Eliminada (Día 37) | Eliminada (Día 37) | Eliminada (Día 37)     |
| Lisandra      | José Luis             | Asaf                  | Asaf                  | Asaf                  | Asaf               | N/A                | Eliminada (Día 34) | Eliminada (Día 34) | Eliminada (Día 34)     |
| Asaf          | Karla                 | Lisandra              | Lisandra              | Lisandra              | Lisandra           | Abandona (Día 31)  | Abandona (Día 31)  | Abandona (Día 31)  | Abandona (Día 31)      |
| Karla         | Asaf                  | Silverio              | Silverio              | Lewis                 | Eliminada (Día 24) | Eliminada (Día 24) | Eliminada (Día 24) | Eliminada (Día 24) | Eliminada (Día 24)     |
| Silverio      | Nobiraida             | Karla                 | Karla                 | Eliminado (Día 17)    | Eliminado (Día 17) | Eliminado (Día 17) | Eliminado (Día 17) | Eliminado (Día 17) | Eliminado (Día 17)     |
| Diego         | Música                | Música                | N/A                   | Abandona (Día 13)     | Abandona (Día 13)  | Abandona (Día 13)  | Abandona (Día 13)  | Abandona (Día 13)  | Abandona (Día 13)      |
| Música        | Diego                 | Diego                 | Eliminada (Día 10)    | Eliminada (Día 10)    | Eliminada (Día 10) | Eliminada (Día 10) | Eliminada (Día 10) | Eliminada (Día 10) | Eliminada (Día 10)     |

## Episodios
| N.º (total) | N.º (temp.) | Título                            | Estreno                 | Audiencia |
| ----------- | ----------- | --------------------------------- | ----------------------- | --------- |
| 1           | 1           | «Sube la temperatura en el Oasis» | 17 de noviembre de 2021 | 1.000.000 |
| 2           | 2           | «Fiesta de solteros»              | 18 de noviembre de 2021 | 660.000   |
| 3           | 3           | «Atracción inevitable»            | 19 de noviembre de 2021 | 794.000   |
| 4           | 4           | «La tentación»                    | 22 de noviembre de 2021 | 772.000   |
| 5           | 5           | «Confusión en el Oasis»           | 23 de noviembre de 2021 | —         |
| 6           | 6           | «Rivalidad al máximo»             | 24 de noviembre de 2021 | 811.000   |
| 7           | 7           | «La encrucijada»                  | 25 de noviembre de 2021 | 486.000   |
| 8           | 8           | «La primera despedida»            | 26 de noviembre de 2021 | —         |
| 9           | 9           | «Estreno de contrincantes»        | 29 de noviembre de 2021 | 773.000   |
| 10          | 10          | «Cupido a la vista»               | 30 de noviembre de 2021 | 948.000   |
| 11          | 11          | «Entre dos aguas»                 | 1 de diciembre de 2021  | 751.000   |
| 12          | 12          | «La intriga»                      | 2 de diciembre de 2021  | 695.000   |
| 13          | 13          | «Nuevo adiós en el Oasis»         | 3 de diciembre de 2021  | 740.000   |
| 14          | 14          | «Episodio 14»                     | 6 de diciembre de 2021  | —         |
| 15          | 15          | «Episodio 15»                     | 7 de diciembre de 2021  | 762.000   |
| 16          | 16          | «Episodio 16»                     | 8 de diciembre de 2021  | —         |
| 17          | 17          | «Episodio 17»                     | 9 de diciembre de 2021  | —         |
| 18          | 18          | «Avispero alborotado»             | 10 de diciembre de 2021 | 756.000   |
| 19          | 19          | «Aumenta la incertidumbre»        | 14 de diciembre de 2021 | 865.000   |
| 20          | 20          | «Oasis encendido»                 | 15 de diciembre de 2021 | —         |
| 21          | 21          | «Riñas desatadas»                 | 16 de diciembre de 2021 | —         |
| 22          | 22          | «Nuevas reglas»                   | 17 de diciembre de 2021 | —         |
| 23          | 23          | «Una dolorosa salida»             | 20 de diciembre de 2021 | —         |
| 24          | 24          | «Traición en el Oasis»            | 21 de diciembre de 2021 | —         |
| 25          | 25          | «El complot»                      | 22 de diciembre de 2021 | —         |
| 26          | 26          | «La inminente despedida»          | 23 de diciembre de 2021 | —         |
| 27          | 27          | «Amor fraternal»                  | 27 de diciembre de 2021 | —         |
| 28          | 28          | «Tentar a la suerte»              | 28 de diciembre de 2021 | —         |
| 29          | 29          | «A todo o nada»                   | 29 de diciembre de 2021 | —         |
| 30          | 30          | «Sobrevivir a las nominaciones»   | 30 de diciembre de 2021 | —         |
| 31          | 31          | «Más nervios que nunca»           | 3 de enero de 2022      | —         |
| 32          | 32          | «Los consejos de Alicia»          | 4 de enero de 2022      | —         |
| 33          | 33          | «Dar la cara»                     | 5 de enero de 2022      | —         |
| 34          | 34          | «Quedan ocho solteros»            | 7 de enero de 2022      | —         |
| 35          | 35          | «La emoción de la final»          | 10 de enero de 2022     | —         |